# Arme sikkel
De arme sikkel (Frans: croissant pauvre) is een verzamelnaam om de armste wijken van Brussel te omschrijven. Op de kaart hebben deze wijken, geconcentreerd rond het Kanaal Charleroi-Brussel, samen de vorm van een sikkel of croissant.
De sikkel omvat delen van de gemeenten Sint-Gillis, Anderlecht (Kuregem), Sint-Jans-Molenbeek, Schaarbeek en Sint-Joost-ten-Node. Het betreft wijken met een hoge bevolkingsdichtheid, een hoge concentratie aan immigranten en een hoge werkloosheid.
Historisch kan het ontstaan van de arme sikkel verklaard worden door de lage ligging nabij de Zenne: de waterrijke gronden waren minder geschikt voor bebouwing. Na de aanleg van het Kanaal Charleroi-Brussel was dit de zone waar zich in de 19e eeuw de Brusselse industrie vestigde, waarnaast de arme arbeidersbevolking ging wonen.